# Aliyar Aliyev
Aliyar Aliyev (in azero Əliyar Yusif oğlu Əliyev; Qubadlı, 14 dicembre 1957 – Laçın, 3 ottobre 1992) è stato un militare azero, Eroe Nazionale dell'Azerbaigian e partecipante alla prima guerra del Nagorno Karabakh.

## Biografia
Nacque il 14 dicembre 1957 nel villaggio di Gazyan della regione del Qubadli. Nel 1979, dopo avere conseguito la laurea con lode presso l’Istituto Statale di Educazione Fisica,  lavorò per un breve periodo come insegnante nella scuola secondaria nel villaggio di Dondarli, nella regione natale.
Dopo aver completato il servizio militare, l’Università Statale di Saransk lo invitò a svolgere per due anni il lavoro di insegnante di educazione fisica. A causa della morte del padre, tornò a Gazyan dove lavorò come insegnante nella scuola secondaria, nonché come allenatore regionale della Associazione Volontaria di Sport Mahsul. Nel 1985 venne eletto Presidente del Consiglio della Società Volontaria di Educazione fisica e Sport.

## Guerra del Karabakh
In quegli anni, Aliyar Aliyev formò un gruppo di volontari. Il suo battaglione, del quale inizialmente non fu comandante, era noto tra la popolazione come "Il battaglione degli atleti", poiché per la maggior parte i volontari erano membri della associazione sportiva Mahsul da lui guidata. Nel 1992 venne nominato comandante dell'unità di esplorazione del battaglione, successivamente vice-comandante di battaglione per l'approvvigionamento. Solo più tardi gli venne assegnato il comando del battaglione.
Ha avuto un ruolo importante nella conquista delle postazioni di Basharat, Susuz Dagh, Suarasi. Il 30 settembre 1992 prese il comando di un battaglione per la conquista della regione di Lachin. Fu impegnato nelle battaglie per la conquista del villaggio di Yukhari Cibikli nel mese di maggio del 1991 e nei combattimenti per le alture di Topagac-Basharat della regione di Qubadli del 12 ottobre 1992.
Il 16 aprile 1992, un gruppo di cinquanta soldati addestrati all’estero, sotto la guida di Karlen, armeno di Siria soprannominato Leopardo Nero, attaccarono i combattenti di Aliyar Aliyev e fecero saltare il ponte Lalazar, con l'obiettivo di tagliare i collegamenti tra il centro regionale e i villaggi di confine di Qubadli, e conquistare diverse alture della regione, considerate strategiche. Aliyar Aliyev lo circondò con i suoi combattenti, uccidendo undici soldati, tra cui lo stesso comandante Karlen. A seguito della battaglia, Aliyar condusse lo scambio dei corpi dei defunti armeni con i propri soldati prigionieri..
Il 24 giugno 1992, con tre elicotteri, Aliayar Aliev e i suoi combattenti bombardarono il centro di Qubadli. Nell'agosto del 1992 partecipò all'operazione Shurnukhu e nell'autunno dello stesso anno, supportato da quaranta combattenti volontari, in quattro giorni liberò quasi quaranta villaggi della zona di Lachin occupati dagli armeni.

## Morte
Il 3 ottobre 1992, Aliyar Aliyev combatté la sua ultima battaglia, svoltasi a due chilometri da Lachin. Impegnato nella conquista delle alture di Tikanli zemi, venne ucciso insieme al suo autista, Alisadat Aghayev.

### Vita privata
Aliyev era sposato e aveva tre figli: Emin, Yusif e Parvana. Suonava molto bene la fisarmonica ed in questo modo incoraggiava i suoi combattenti. Aliyar Aliyev fu un atleta a livello nazionale: vinse diversi incontri di lotta greco-romana prima per l'Unione Sovietica, poi per la Repubblica Azera. Tra i suoi alunni, otto furono campioni dell’URSS, dieci divennero maestri di diverse discipline dello sport e vincitori di concorsi internazionali, mentre Heydar Mammadaliyev vinse la medaglia d’argento per il wrestling alle Olimpiadi estive del 2004.

## Intitolazioni
Una delle vie nel distretto di Narimanov di Baku porta il suo nome. Nella via è situato anche un suo busto. A Masazir vi è una scuola intitolata a suo nome. A Sumgayit e Binagadi vi sono delle sorgenti che portano il suo nome. Il Club sportivo ed il battaglione da lui creati nella città di Sumgait portano il suo nome. Nella regione del Qubadli venne eretto un suo monumento. Infine venne istituito un torneo di lotta greco-romana dedicato alla sua memoria.

### Premi
Dopo la sua morte, con il decreto nº 301 del 10 novembre 1992 del Presidente della Repubblica dell’Azerbaigian ad Aliyar Yusif Oglu Aliyev venne assegnato il titolo di Eroe Nazionale dell’Azerbaigian .
- 1992 —  Eroe Nazionale dell’Azerbaigian.